# 亚历山大·彼得罗维奇 (1959年)
亚历山大·彼得罗维奇（1959年2月16日—），克罗地亚男子篮球运动员。他曾代表南斯拉夫国家队参加1984年夏季奥林匹克运动会篮球比赛，获得一枚铜牌。